# 庄毓庆
庄毓庆（1575年—？），字征甫，號赤雉，福建泉州府惠安縣人，明朝政治人物，同进士出身。

## 生平
萬曆二十五年（1597年）丁酉科福建鄉試第七十四名舉人，二十九年（1601年）辛丑科三甲102名進士，通政司觀政，本年授松江府儒學教授，三十二年升南京國子監助，三十四年升户部主事，管江東宣課司，三十六年升本部郎中，三十八年升湖廣长沙府知府，萬曆四十四年（1616年）調任松江府知府，四十五年丁憂。四十八年復除顺德府知府，天啓元年（1621年）三月升廣東按察司副使、备兵羅定。四年補四川按察司副使、分守川东道，六年十一月加右参政衔，照旧管事。崇祯元年（1628年）升湖廣按察使，三年升廣西右布政使，四年考察。

## 家族
曾祖莊璋，贈尚寶司丞。祖父莊應禎，丁未进士，廣東布政使。父莊以薦，庠生。